# むこがわ
むこがわは、甲子園高速フェリーが運航していたフェリー。

## 概要
第五はやぶさの代船として新浜造船所で建造され、1990年4月に就航した。バブル景気を反映して従来船より大型化した豪華フェリーとして建造されたが、結果的に甲子園フェリー最後の新造船となった。
1998年4月の明石海峡大橋開通後も運航は継続されたが、乗客減により8月31日に航路休止となり、他の5隻とともに常石造船で係船された。
1999年6月、ギリシャのArgosaronikos Lines Shippingに売却され、NEFELIとなり、新たな船首を取り付けるなど改造を受けた。
改造中に、Minoan Flying Dolphinsに売却され、2000年5月にエーゲ海航路に就航した。
2005年1月、ヘレニック・シーウェイズの設立により、Minoan Flying Dolphinsが統合されたため、ヘレニック・シーウェイズへ移籍した。
2012年6月、ベネズエラのNavibusに売却され、LA GALERAとなり、マルガリータ島への航路に就航した。
2019年にSAN VALENTIN 3と改名、赤道ギニアのビオコ島北岸に位置する首都マラボと、アフリカ大陸側のバタ港とを結ぶ航路で運航されている。

### 航路
甲子園フェリー
- 西宮港 - 津名港（淡路島）

ヘレニック・シーウェイズ
- ピレウス - アイギナ - メサナ - ポロス - イドラ - スペツェス

Navibus
- プエルト・ラ・クルス - プンタ・デ・ピエドラス（マルガリータ島）

SEMAPORT
- マラボ - バタ

## 事故・インシデント

### プレジャーボートとの衝突
1996年2月3日、20時22分ごろ、津名港から西宮港へ向かっていた本船は、西宮防波堤東灯台の南南西約580メートルの地点で、プレジャーボートハローパシフィックと衝突した。ハローパシフィックは蛇行して航行しており、本船は減速した上、探照灯を照射したが、本船の右舷船首部にハローパシフィックの左舷中央部が後方から10度の角度で衝突した。衝突により、本船は右舷船首部に擦過傷、ハローパシフィックは左舷外板に破口を生じ、ブリッジのハンドレールを損傷した。事故原因はハローパシフィック船長の飲酒運航であった。